# Сергіївський концтабір
Сергіївський концтабір'— концентраційний табір, створений німецькими окупантами, розташований у селі Сергіївка Донецької області в роки Німецько-радянської війни.
Село було захоплене італійськими і німецькими військами в 1941 рік. Після поразки військ червоної армії під Харковом, німецькі окупанти організували Сергіївський концентраційний табір (1941—1943 рр.). В селі було 4 концтабори: 5-й роз'їзд, приміщення школи, район колишнього гаража, у свинарнику, який розташовувався на південно-західній околиці села Сергіївки. Військовополонені працювали в кам'яному кар'єрі, який був у центрі села. Тилова німецька організація «Керстгольд і К» силами військовополонених будувала шосейну дорогу. Місцеві жителі підгодовували полонених та інколи організовували втечі. Визволених полонених переправляли в партизанський загін Карнауха, що діяв в Слов'янських лісах.

Охороняли концтабір поліцаї (Лугинець Григорій, Печериця та інші) з місцевих жителів та латиші. Охорона жила в приміщенні колишньої школи.
При відступу німецьких військ, охорона концтабору нікого з полонених в живих не залишили. Військовополонених забивали камінням у кар'єрі, рубали лопатами і кирками, вішали та розстрілювали. В загальній кількості було убито три з половиною тисячі людей. На цвинтарі села Сергіївки на честь убитих і померлих військовополонених концтабору був установлений обеліск з червоною зіркою.
У селі збиралися відкрити музей, присвячений концтабору. Було вже обрано будівлю та зібрано експонати, але незадовго до відкриття було здійснено підпал та будівля згоріла.